# Філіпп V Довгий
Філіпп V Довгий (фр. Philippe V le Long; 1293 — 3 січня 1322) — король Франції та Наварри (як Філіпп II) у 1312—1322 роках, запровадив у Французькому королівстві Салічний закон щодо престонаслідування виключно по чоловічій лінії.

## Біографія

### Граф Пуатьє
Походив з династії Капетингів. Був другим сином Філіппа IV Красивого, короля Франції, та Іоанни I (королеви Наварри). Народився у 1293 році в Ліоні. Про навчання Філіпа мало відомостей. Втім, відомі його освіченність та інтелект. У 1311 році Філіп отримав від батька титул графа Пуатьє. З цього моменту він почав брати участь у численних справах держави. 1314 року домігся від свого брата Людовика X Сварливого та Паризького парламенту прийняття рішення щодо передачі йому та його дітям спадково пфальцграфства Бургундія, змінивши закон Філіппа II Августа, згідно з яким ці землі повинні були відійти до французької корони. Після смерті у 1315 році Роберта Бургундського, Філіп, граф Пуатьє, отримує це пфальцграфство.
Після смерті свого брата Людовика X зміг домогтися отримання звання регента за малолітнього короля Іоанна I і став готувати ґрунт для отримання королівської влади. Для цього зібрав відомих правників для впровадження в королівстві Салічного закону, за яким влада передавалася по чоловічій лінії. Філіппу це було необхідно, щоб не дозволити отримати корону доньці Людовика X Іоанні. Особливість була в тому, що Салічний закон діяв у Франкському королівстві — за Меровінгів та Каролінгів. Французьке королівство та Капетинги не мали до них жодного стосунку. Салічний закон застосовувати не можна було. Але під тиском Філіппа та його прибічників королівські правники «знайшли» необхідні аргументи для впровадження цього закону. У цей час раптово помер король Іоанн I. Філіпп скористався цим, домігся прийняття Салічного закону Генеральними штатами та Паризьким парламентом, що відкрило йому шлях до трону.

### Король
Коронація Філіппа V відбулася 9 січня 1317 року у Реймсі. Проте становище нового короля було ненадійним. Для посилення своїх позицій він відсторонив від усіх посад дядька Карла де Валуа, обмежив вплив брата Карла де Ла Марша. Водночас уклав дружні угоди з герцогством Бургундія (1318), графством Фландрія (1320), В'єнським дофіном.
У зовнішній політиці був противником війн, намагався залагоджувати конфлікти без застосування зброї. У 1318 році відновив союз із Шотландією. При цьому не намагався втручатися у внутрішні справи сусідніх держав.
Головну увагу король зосередив на вирішенні питання усередині Франції. Робив спроби повернення монетної регалії до королівської влади (карбування єдиної валюти й лише короною). Втім зустрів потужний спротив володарів на півдні країни. Тоді ж Філіпп V намагався стандартизувати міри й ваги. Для цього у 1320 році провели відповідні збори у Турне. Але і в цьому він зазнав поразки. Водночас запровадив посаду скарбничого. Першим посаду обійняв Анрі де Сюлі. За наказом короля було утворено Рахункову палату. Разом з тим були відновлені жорстокі ордонанси Філіппа IV Красивого. Такі дії викликали численне невдоволення серед різних шарів населення. У 1321 році виник рух маленьких пастухів. Спалахнули численні повстання селян. Водночас виникла епідемія невідомої хвороби, яка перебігала з гарячкою. Ширилися чутки, що за цим стояли колишні тамплієри, які отруїли воду. Проте це малоймовірно з огляду на те, що таких проблем не було у попередників Філіпа V — Філіпа IV, Людовика X, та й у наступних королів — Карла IV Красивого та Філіппа VI Валуа.
Незважаючи ні на що, Філіпу V майже повністю вдалося подолати ці труднощі, проте він раптово захворів на «хворобу з гарячкою, яка прийшла з водою» (можливо дизентерія або черевний тиф) й помер в абатстві Лоншам (Париж) 3 січня 1322 року. Прийняття Салічного закону повернулося проти нього — єдиний син помер, а доньки не змогли успадкувати корону. Тому влада перейшла до брата — Карла IV.

## Родина
Дружина — Іоанна II (1292—1330), пфальцграфиня Бургундії, графиня Артуа.
Діти:
- Іоанна (1308—1347) — пфальцграфиня Бургундії, графиня Артуа. Дружина Еда IV. герцога бургундії
- Маргарита (1309—1382) — пфальцграфиня Бургундії, графиня Артуа. Дружина Людовика I (графа Фландрії).
- Ізабелла (1312—1348) — дружина Гіга VIII, дофіна В'єнського (1 чол.), Жана III, володаря Фоконьє.
- Бланка (1313—1358) — черниця
- Філіпп (1316—1317) — кронпринц Франції з 19 листопада 1316. Помер у віці восьми місяців.